# Natación en los Juegos Olímpicos de Londres 2012 – 200 metros estilo mariposa femenino
La prueba de 200 metros estilo mariposa femenino de natación olímpica en los Juegos Olímpicos de Londres 2012, tuvo lugar entre el 31 de julio y el 1 de agosto en el Centro Acuático de Londres.

## Récords
RM=Récord mundial
RO=Récord olímpico

## Resultados

### Series
| Rank | Heat | Línea | Nombre                 | Nacionalidad                  | Tiempo  | Notas |
| ---- | ---- | ----- | ---------------------- | ----------------------------- | ------- | ----- |
| 1    | 4    | 6     | Kathleen Hersey        | Estados Unidos (USA)          | 2:06.41 | Q     |
| 2    | 3    | 4     | Jiao Liuyang           | República Popular China (CHN) | 2:07.15 | Q     |
| 3    | 4    | 5     | Jemma Lowe             | Reino Unido (GBR)             | 2:07.64 | Q     |
| 4    | 3    | 6     | Katinka Hosszú         | Hungría (HUN)                 | 2:07.75 | Q     |
| 5    | 4    | 3     | Zsuzsanna Jakabos      | Hungría (HUN)                 | 2:07.79 | Q     |
| 6    | 2    | 4     | Natsumi Hoshi          | Japón (JPN)                   | 2:08.04 | Q     |
| 7    | 2    | 6     | Judit Ignacio Sorribes | España (ESP)                  | 2:08.14 | Q     |
| 8    | 3    | 3     | Cammile Adams          | Estados Unidos (USA)          | 2:08.18 | Q     |
| 9    | 2    | 5     | Mireia Belmonte Garcia | España (ESP)                  | 2:08.19 | Q     |
| 10   | 2    | 7     | Choi Hye-Ra            | Corea del Sur (KOR)           | 2:08.45 | Q     |
| 11   | 4    | 4     | Liu Zige               | República Popular China (CHN) | 2:08.72 | Q     |
| 12   | 2    | 3     | Jessicah Schipper      | Australia (AUS)               | 2:08.74 | Q     |
| 13   | 3    | 2     | Martina Granström      | Suecia (SWE)                  | 2:08.94 | Q     |
| 14   | 4    | 1     | Anja Klinar            | Eslovenia (SLO)               | 2:09.24 | Q     |
| 15   | 2    | 2     | Audrey Lacroix         | Canadá (CAN)                  | 2:09.25 | Q     |
| 16   | 4    | 2     | Otylia Jędrzejczak     | Polonia (POL)                 | 2:09.33 | Q     |
| 17   | 3    | 5     | Ellen Gandy            | Reino Unido (GBR)             | 2:09.92 |       |
| 18   | 1    | 5     | Ingvild Snildal        | Noruega (NOR)                 | 2:10.99 | RN    |
| 19   | 4    | 7     | Katerine Savard        | Canadá (CAN)                  | 2:11.05 |       |
| 20   | 3    | 7     | Samantha Hamill        | Australia (AUS)               | 2:11.07 |       |
| 21   | 3    | 8     | Denisa Smolenova       | Eslovaquia (SVK)              | 2:11.10 |       |
| 22   | 1    | 3     | Andreína Pinto         | Venezuela (VEN)               | 2:11.23 | RN    |
| 23   | 4    | 8     | Rita Medrano           | México (MEX)                  | 2:11.42 |       |
| 24   | 1    | 4     | Sara Oliveira          | Portugal (POR)                | 2:11.54 |       |
| 25   | 2    | 1     | Martina van Berkel     | Suiza (SUI)                   | 2:12.25 |       |
| 26   | 3    | 1     | Joanna Melo            | Brasil (BRA)                  | 2:13.17 |       |
| 27   | 2    | 8     | Emilia Pikkarainen     | Finlandia (FIN)               | 2:13.81 |       |
| 28   | 1    | 6     | Cheng Wan-Jung         | China Taipéi (TPE)            | 2:14.29 |       |

### Final
| Puesto            | Línea | Nombre                 | Nacionalidad                  | Tiempo  | Notas |
| ----------------- | ----- | ---------------------- | ----------------------------- | ------- | ----- |
| Medalla de oro    | 5     | Jiao Liuyang           | República Popular China (CHN) | 2:04.06 | RO    |
| Medalla de plata  | 6     | Mireia Belmonte García | España (ESP)                  | 2:05.25 | RN    |
| Medalla de bronce | 3     | Natsumi Hoshi          | Japón (JPN)                   | 2:05.48 |       |
| 4                 | 4     | Kathleen Hersey        | Estados Unidos (USA)          | 2:05.78 |       |
| 5                 | 1     | Cammile Adams          | Estados Unidos (USA)          | 2:06.78 |       |
| 6                 | 8     | Jemma Lowe             | Reino Unido (GBR)             | 2:06.80 |       |
| 7                 | 2     | Zsuzsanna Jakabos      | Hungría (HUN)                 | 2:07.33 |       |
| 8                 | 7     | Liu Zige               | República Popular China (CHN) | 2:07.77 |       |